# Juan León Mera
Pour les articles homonymes, voir Mera.
Œuvres principales
- Salve, Oh Patria, hymne national de l'Équateur (1865)
- Cumandá o Un drama entre salvajes (1879)

Juan León Mera Martínez (Ambato, 28 juin 1832 – Ambato, 13 décembre 1894) est un essayiste, romancier, politique et peintre équatorien. L’hymne national de l’Équateur, Salve, Oh Patria, et le roman Cumandá o Un drama entre salvajes (1879) figurent parmi ses œuvres les plus célèbres. Sur le plan politique, il fut partisan du président Gabriel García Moreno.

## Biographie
Juan León Mera Martínez naît à Ambato le 28 juin 1832 et y décède le 13 décembre 1894. Son père, Antonio Mera Gómez, est commerçant, et sa mère, Josefa Martínez Vásconez, élève seule son fils après avoir été abandonnée par son époux pendant la grossesse. Juan León connaît une enfance modeste et réside les premières années sur la propriété Los Molinos, située à Ambato près du quartier d’Atocha. Pour pouvoir subvenir aux besoins de la famille, sa grand-mère maternelle loue la propriété à son frère Pablo Vásconez, activiste qui s’opposait aux politiques de Juan José Flores. C’est à la maison que Juan León reçoit son éducation, dont se chargent en grande partie son grand-oncle et son oncle, Nicolás Martínez, docteur en jurisprudence,. À 20 ans, il se rend à Quito pour suivre des cours auprès du célèbre peintre Antonio Salas, qui lui enseigne la peinture à l’huile et l’aquarelle. À 33 ans, il crée l’hymne national de la République de l’Équateur avec le compositeur Antonio Neumane.

### Incursion en littérature
En 1854, il publie ses premiers vers dans le périodique La Democracia avec l’aide de l’écrivain Miguel Riofrío (es).
Il fonde l’Académie équatorienne (Academia Ecuatoriana de la Lengua) en 1874 et il fut membre de l’Académie royale espagnole.
Il passe pour être l’un des précurseurs du roman équatorien grâce à son célèbre roman Cumandá (es), publié à Quito en 1879, puis à Madrid en 1891. Luis H. Salgado (1903-1977), Pedro Pablo Traversari Salazar (1874-1956) et Sixto María Durán Cárdenas (1875-1947), compositeurs équatoriens du XXe siècle, s’en sont servis pour écrire chacun un opéra.

### Carrière politique
Juan León fut non seulement écrivain et peintre, mais aussi un politique conservateur et un fidèle de Gabriel García Moreno. Il occupa les charges de gouverneur de la province de Cotopaxi, de secrétaire du Conseil d’État, de sénateur et de président du Sénat et du Congrès national.
De nos jours, on peut visiter à Ambato une maison-musée, la Quinta de Juan León Mera, ancienne résidence de l’écrivain où ses biens sont exposés.

## Œuvre littéraire
| Année de publication | Œuvre littéraire                                           |
| -------------------- | ---------------------------------------------------------- |
| 1857                 | Fantasías                                                  |
| 1857                 | Afectos íntimos                                            |
| 1858                 | Melodías indígenas                                         |
| 1858                 | Poesías                                                    |
| 1861                 | La virgen del sol                                          |
| 1865                 | Salve, Oh Patria, hymne national de l’Équateur             |
| 1868                 | Ojeada histórico-crítica sobre la poesía ecuatoriana       |
| 1872                 | Los novios de una aldea ecuatoriana                        |
| 1875                 | Mazorra                                                    |
| 1879                 | Cumandá o Un drama entre salvajes                          |
| 1883                 | Los últimos momentos de Bolívar                            |
| 1884                 | La dictadura y la restauración de la República del Ecuador |
| 1887                 | Lira ecuatoriana                                           |
| 1889                 | Entre dos tíos y una tía                                   |
| 1890                 | Porqué soy cristiano                                       |
| 1892                 | Antología ecuatoriana: cantares del pueblo                 |
| 1903                 | Tijeretazos y plumadas                                     |
| 1904                 | García Moreno                                              |
| 1909                 | Novelitas ecuatorianas                                     |

## Œuvres fondées sur ses romans
Trois opéras s’inspirent du roman Cumandá o Un drama entre salvajes :
* Cumandá, de Sixto María Durán Cárdenas ;
* Cumandá (es), de Luis H. Salgado ;
* Cumandá o la virgen de las selvas, de Pedro Pablo Traversari Salazar.